# Kloster St. Wolfgang (Engen)

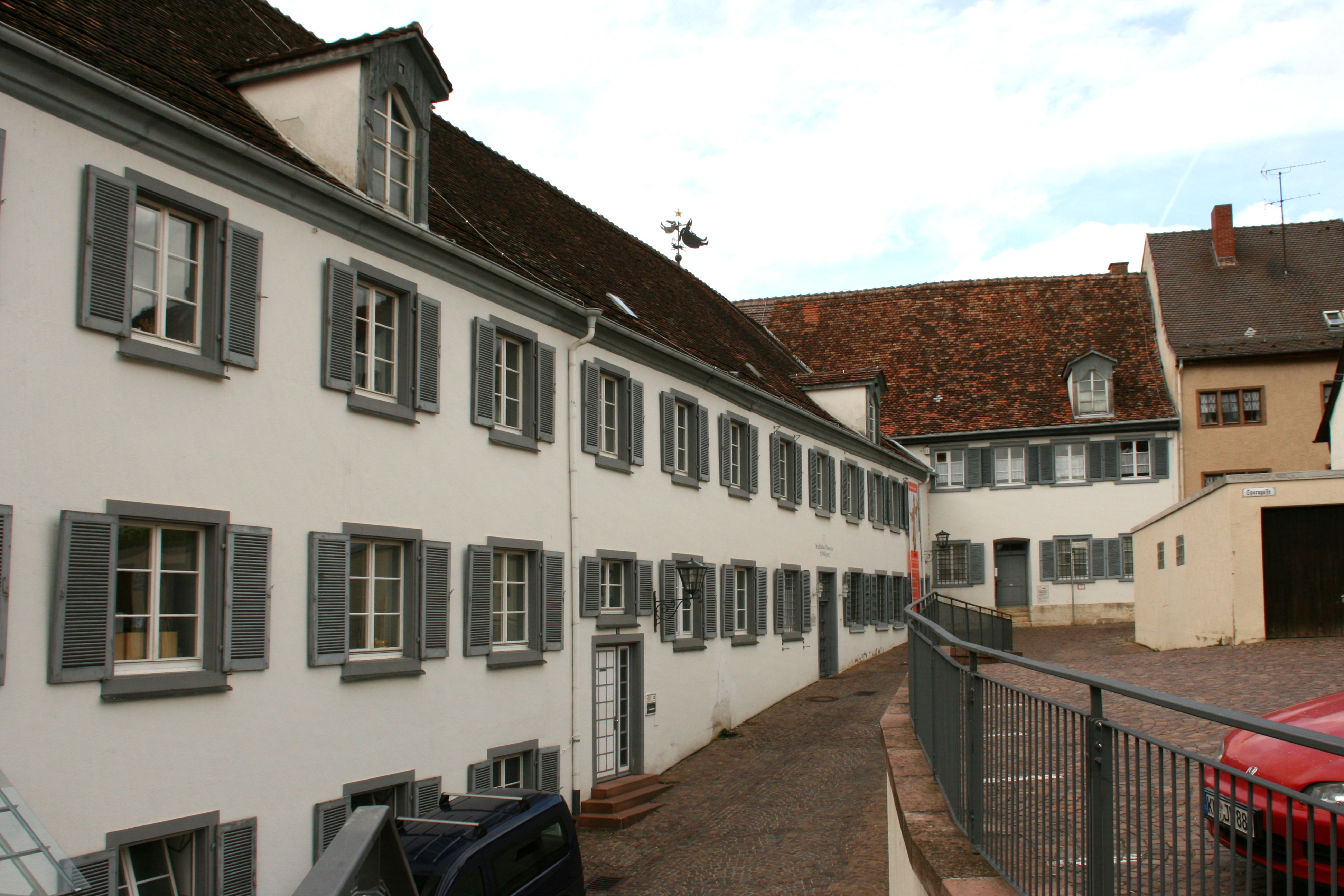
Kloster St. Wolfgang in Engen

Das Kloster St. Wolfgang war ein Benediktinerinnen-Kloster in der Stadt Engen im Hegau, es wurde 1803 aufgehoben. Heute befindet sich dort das Museum Engen.

## Geschichte
Ein erster Versuch einer Klostergründung scheiterte zunächst um 1320, als der Abt Ulrich von Kloster St. Georgen im Schwarzwald ein Gut in Neuhausen, das bisher die Sammlung und die Frauen von Engen von ihm zu Lehen gehabt, dem Heinrich dem Krämer von Engen zu Lehen überließ.
Die Töchter des Engener Bürgers Ulrich Staehllin, Maethild, Adelhaid die Riesin, Osterlüet von Snerchingen und Maethild die Minrin, nannten sich Schwestern und hatten sich vermutlich zuvor in einem anderen Kloster in den Ordensstand aufnehmen lassen. Adelhaid die Minrin kaufte mit ihrem Kapital von 20 Pfund, (vermutlich Pfennige) ein dem Hansen von Zelle (Radolfzell) gehörendes Haus in der Sammlungsgasse. Maethild wählten sie zur Priorin. Über diesen Kauf schlossen sie mit Peter von Hewen, dem Herrn der Stadt Engen, und dem Kirchherrn von St. Martin, Heinrich von Mühlhausen, einen Vertrag, den sie am 19. Juli 1335 bestätigten. Damit war das Kloster St. Wolfgang gegründet. In den folgenden Jahrhunderten erfolgten zahlreiche Stiftungen und Schenkungen, und viele Töchter der Adligen traten ins Kloster ein.
Aus einem Tagebuch (um 1590 bis 1653), dem Denkbüchlein der Priorin Verena, erfährt man, dass man sich 1655 mit dem Bürgermeister und Rat, Georg Sigmund von Herberstein (1594–1663), auf eine Steuernachzahlung in Höhe von 400 Gulden einigte.

## Aufhebung
Im Jahr 1724 wurde die Klausur eingeführt und 1803 erfolgte die Aufhebung im Verlauf der Säkularisation. Die fürstenbergische Herrschaft übernahm das Kloster und die damit aufgelaufenen Schulden. Auch das in der Stadt Engen bestehende Kapuzinerkloster wurde aufgehoben. Im Denkbüchlein heißt es dazu: Anno 1618 ist der erste Stein am Kapuzinerkloster gelegt worden. Anno 1623 den 20. August ist das Kapuzinerkloster geweiht worden. Ist Erzherzog Leopold dabeigwesn. Die Kapuziner verfassten ebenfalls ein Tagebuch, von 1654 bis 1820, in lateinischer Sprache. Das Kapuzinerkloster wurde 1827 von der Stadt gekauft und so wurde das Kloster St. Wolfgang frei. Hier entstand eine Sammlung der Altertümer, das Museum Engen.